# Justice retenue et justice déléguée
Pour la France d'Ancien Régime, les historiens actuels distinguent trois formes d'exercice de la justice.
- Tout d'abord la justice retenue, qui est celle exercée par le roi lui-même (symbole de Saint Louis sous son chêne) ou par ses agents directs ; c'est l'une de ses principales prérogatives. Le roi peut exercer cette justice retenue soit en son conseil, soit par des décisions purement personnelles[1], soit grâce à des commissaires spéciaux constitués en chambres de justice ou encore par l'intermédiaire de ses intendants.

- Ensuite la justice déléguée, qui est rendue au nom du roi par des juges nommés par lui, qui sont ses officiers permanents ; c'est une justice rendue par délégation. L'historien du droit Jean-Pierre Royer distingue une justice déléguée de droit commun, rendue par des tribunaux, et une justice déléguée d'exception (ou d'attribution) qui est rendue par des juridictions administratives spécialisées[2].

- Enfin, la justice qui est rendue par une autorité qui n'est pas royale : seigneurs hauts ou bas justiciers et corps de ville, qui détiennent la justice concédée. Par l'expression qui désigne cette justice non royale, les historiens rappellent qu'en théorie elle a été concédée ou transférée en principe au-delà de la vie humaine de son détenteur par le roi à ceux qui l'exercent. Il ne s'agit donc pas (en théorie toujours) d'une justice usurpée[3].

L'histoire de cette justice est l'histoire de la construction du pouvoir du roi. Ainsi, dès le Moyen Âge, le Roi entend exercer un large pouvoir sur la justice afin d'asseoir sa souveraineté sur tout le Royaume et non plus seulement sur l'Île-de-France. Elle est exercée au nom du roi par des magistrats professionnels (prévôts, baillis, sénéchaux). Sous l'Ancien régime, cette justice comprenait les prévôts et au-dessus d'eux, les baillis (nord de la France) et les sénéchaux (sud de la France).
La justice retenue fut un instrument de propagande royale puisqu'elle cristallisait dans l'imagerie populaire la figure du roi-justicier, soit un pouvoir monarchique solide et bien établi car efficace et obéi. Aucune autorité, même et surtout judiciaire, ne put résister au pouvoir souverain du roi. Ce dernier est fontaine de justice.
Cependant le souverain ne peut juger en pratique que quelques affaires, choisies en fonction de son intérêt personnel ou politique. Le Roi peut alors faire ce qu'il veut en matière judiciaire. Il pourra choisir de rendre lui-même la justice sur une affaire déléguée à une autre juridiction. Il peut retenir l'affaire sans aucune justification. De plus, il peut intervenir lors d'un procès. Il pourra amnistier ou gracier un condamné qu'il considère comme innocent. Le Roi a la possibilité de procéder à un déni de justice. Et il peut en sens contraire, augmenter la peine d'un individu de façon arbitraire.
Ce pouvoir royal et notamment les lettres de cachet, seront très critiqués avant la Révolution française avec le développement de la théorie de la séparation des pouvoirs, notamment développée en France par Montesquieu.
À l'époque contemporaine, la notion de justice déléguée se développe dans les années 1870 puis s'affirme pleinement le 13 décembre 1889 avec l'arrêt Cadot, par lequel le Conseil d'État se saisit désormais lui-même des contentieux entre l'administration et les usagers.
Depuis la IIIe République, la justice retenue subsiste en France mais demeure résiduelle.